# Vitgumpad gråfågel
Vitgumpad gråfågel (Coracina leucopygia) är en fågel i familjen gråfåglar inom ordningen tättingar.

## Utseende och läte
Vitgumpad gråfågel är en knubbig fågel med tjock näbb, grå kropp, svart ansikte och vitt på buk och övergump som kontrasterar med den svarta stjärten. Ungfågeln är ljusare med tvärbandad undersida. Den skiljer sig från hona svartvit gråfågel genom ljust öga. Lätet som ofta yttras är ett engagerat skrälligt ljus, "zrrrirup" som stiger snabbt i tonhöjd och sedan faller. Även andra tjattrande och raspiga läten kan höras.

## Utbredning och systematik
Fågeln förekommer i låglänta områden på Sulawesi och angränsande öar. Den behandlas som monotypisk, det vill säga att den inte delas in i några underarter.

## Levnadssätt
Vitgumpad gråfågel hittas i öppna skogsområden, mangroveskogar och sumpskogar. Där ses den i smågrupper i trädtaket.

## Status
Arten har ett stort utbredningsområde och beståndet anses vara stabilt. Internationella naturvårdsunionen IUCN listar den därför som livskraftig (LC).